# Stratzing
Stratzing – gmina targowa w Austrii, w kraju związkowym Dolna Austria, w powiecie Krems-Land. Według Austriackiego Urzędu Statystycznego liczyła 834 mieszkańców (1 stycznia 2014).

## Współpraca
Miejscowość partnerska:
- Bad Vigaun, Salzburg